# Myrteta subpunctata
Myrteta subpunctata là một loài bướm đêm trong họ Geometridae.